# Srečko Kosovel

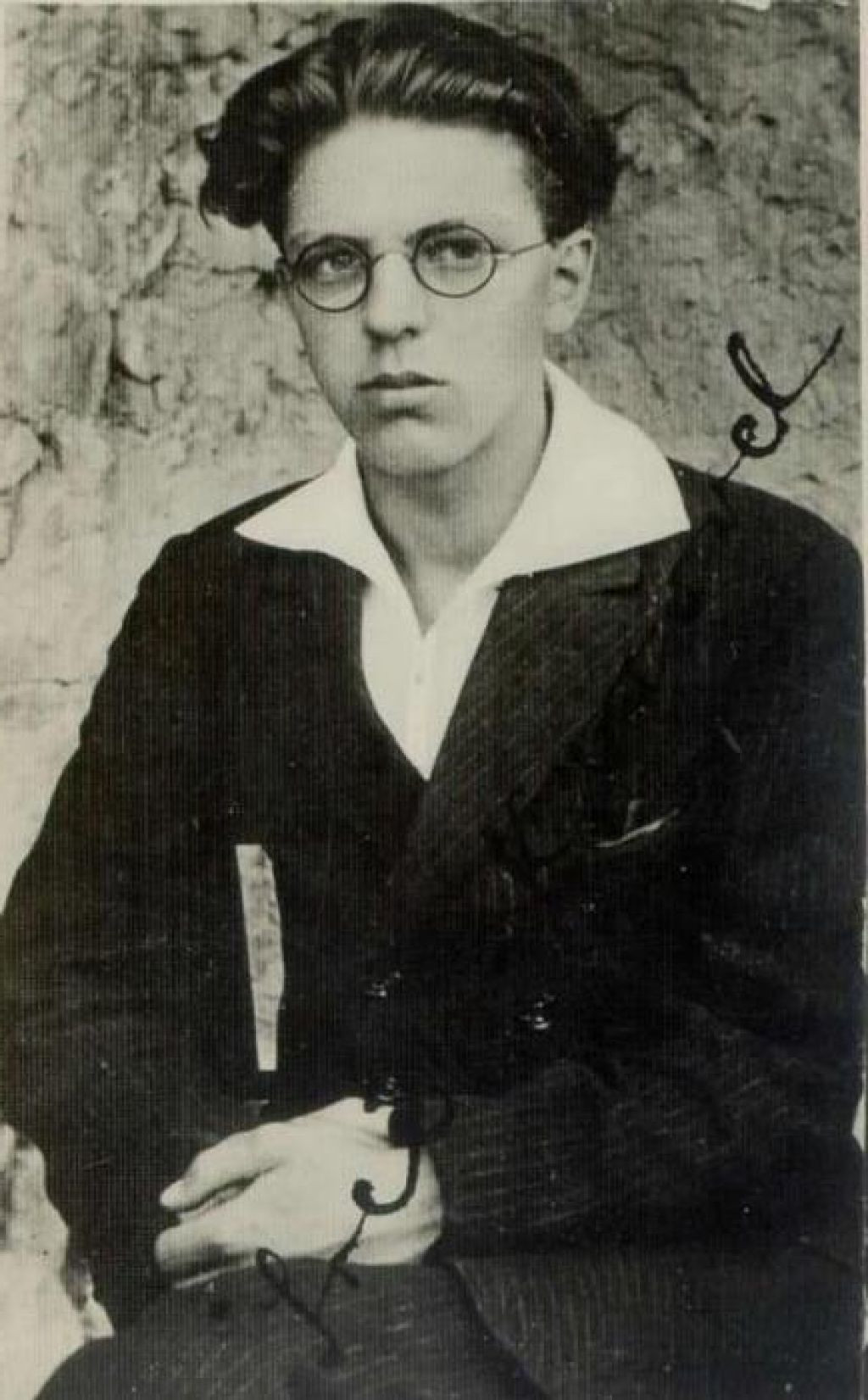
Srečko Kosovel 1920er Jahre

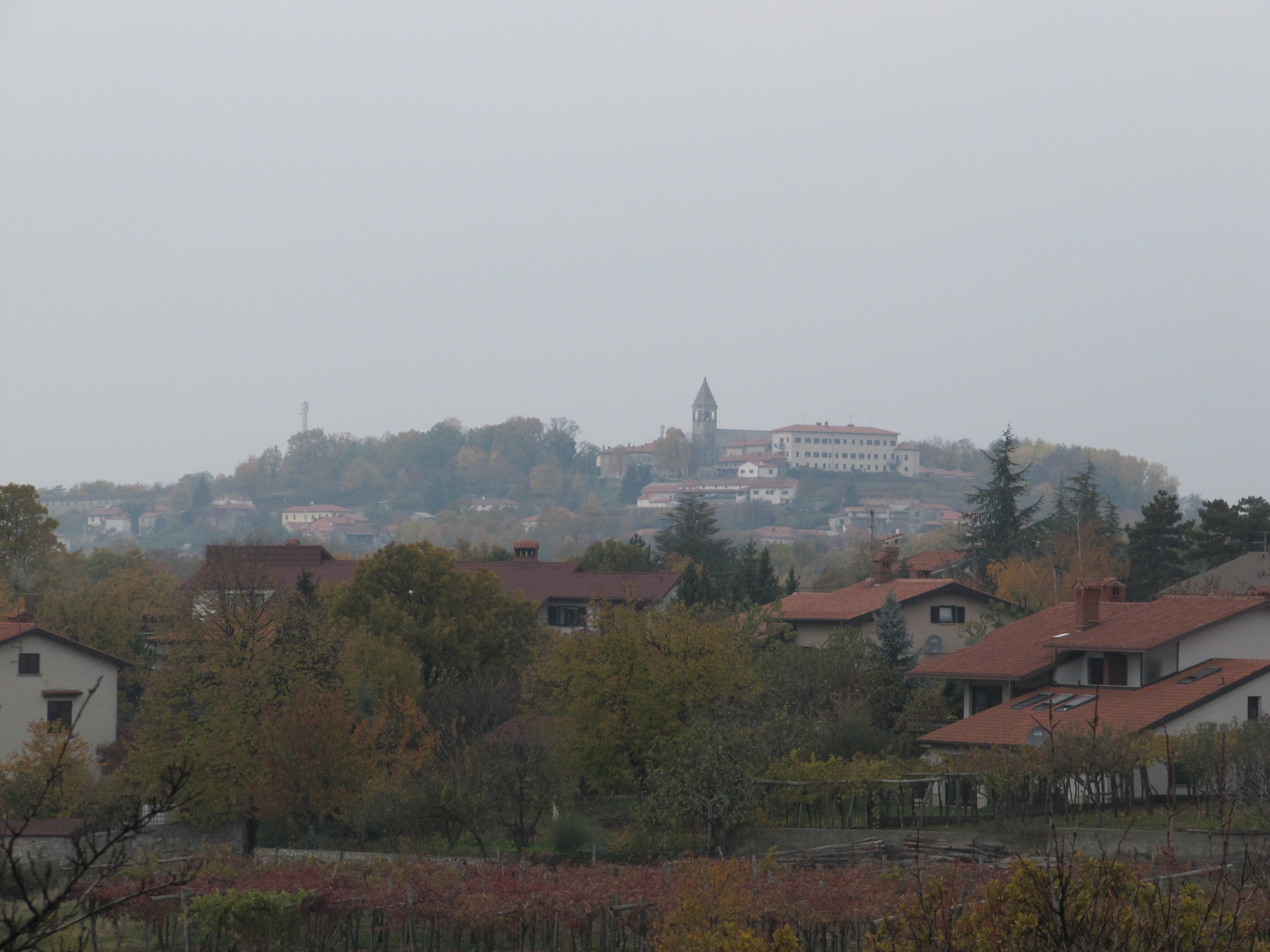
Heimatort Tomaj

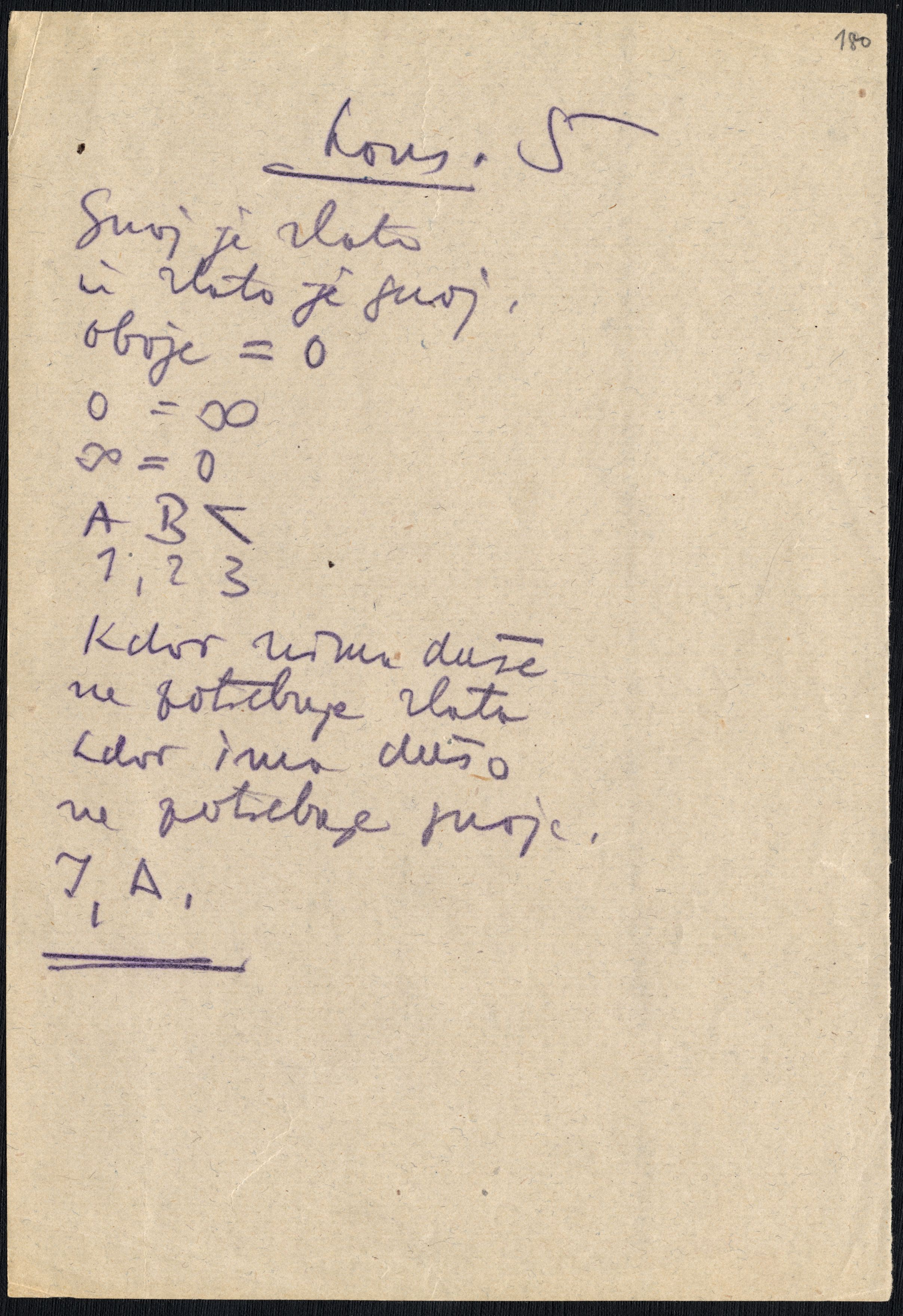
Manuskript Kons 5, eines der späten Gedichte

Srečko Kosovel (geboren 18. März 1904 in Sežana, Österreich-Ungarn, (heute Slowenien); gestorben 26. Mai 1926 in Tomadio, Italien, bis 1918 und seit 1945 Tomaj, Gemeinde Sežana, Slowenien) war ein slowenischer Dichter. 

## Leben
Srečko Kosovels Eltern waren Anton Kosovel und Katarina, geborene Streš, er war das fünfte Kind. Kosovel wuchs im Dorf Tomaj auf. Während des Ersten Weltkriegs lag an seinem Heimatort ab 1915 eine Hauptkampflinie, weshalb er mit einer Schwester in Laibach untergebracht wurde. 1919/1920 begannen seine ersten ernsthaften Schreibversuche. Ab 1922 studierte er im nunmehrigen Königreich der Serben, Kroaten und Slowenen an der Universität Ljubljana Romanistik, Slavistik, Vergleichende Literaturwissenschaft, Philosophie und Kunstgeschichte.

Er schrieb Beiträge für die Zeitschrift Lepa Vida, herausgegeben von slowenischen Studenten, die wie er aus dem italienischen Julisch Venetien kamen und dort nicht studieren konnten. Kosovel kam nun in Kontakt mit der avantgardistischen Literatur der Nachkriegszeit. Im Herbst 1923 gründete er den  „Ivan Cankar Club“, benannt nach dem 1918 gestorbenen slowenischen Dichter Ivan Cankar. Mit Ivo Grahor gründete er die  Zeitschrift Vidovdan. In Zusammenarbeit mit dem Bauhausschüler Avgust Černigoj (1898–1985) plante er zudem die Herausgabe der konstruktivistischen Zeitschrift KONS, was aber nicht verwirklicht wurde. 1925 stieg er auch bei der sozialistischen Zeitschrift Mladina ein. In Abkehr von dem durch Josip Murn beeinflussten impressionistischen Stil ging er zu einer konstruktivistisch geschriebenen Dichtung über.

Kosovel hat zu Lebzeiten zwei Lyrikbände zusammengestellt, Zlati čoln (Das goldene Boot) und Integrali (Integrale). Inmitten dieser Aktivitäten starb Kosovel in seinem Heimatort nach einer schweren Erkältung an Meningitis.

## Nachwirkungen
Kosovels Freund Alfonz Gspan edierte 1927 ein Heft mit 66 unveröffentlichten Arbeiten. 1946 gab Anton Ocvirk  die gesammelten Werke heraus. Die späten Arbeiten wurden allerdings erst 1967 unter dem Titel „Integrali '26“ veröffentlicht. Zu seinem einhundertsten Geburtstag 2004 wurden Anstrengungen unternommen, das Werk vollständig zu erschließen und es auch, in Teilen, in andere Sprachen zu übersetzen.

## Schriften in deutscher Übersetzung
- Mein Gedicht ist mein Gesicht : Erfindung einer orphischen Landschaft, Übers. aus dem Slowen. Ludwig Hartinger. Holzschn., Federzeichn. Christian Thanhäuser, Ottensheim an der Donau: Edition Thanhäuser, 2004  ISBN 3-900986-55-X
- Decek in sonce. Der Knabe und die Sonne, Deutsch und Slowenisch. Übersetzt aus dem Slowenischen von Maja Haderlap, Illustrationen Mojca Cerjak. Klagenfurt/Celovec: Drava 1999  ISBN 978-3-85435-330-0
- Integrale. Aus dem Slowen. von Erwin Köstler,  Klagenfurt/Celovec: Drava 1999 ISBN 3-85435-303-0
- Mein Gedicht ist Karst: Gedichte Slowenisch-Deutsch, Klagenfurt: Wieser, 1994.
- Gedichte: slowenisch-deutsch. Aus dem Slowen. von Ludwig Hartinger, Klagenfurt: Wieser, 1988 ISBN 3851290054
- Ahnung von Zukunft: Gedichte, Leipzig: Philipp Reclam jun., 1986. Mit 18 Collagen, Linolschnitten und Kompositionen von Avgust Černigoj, 1 Linolschnitt von Edvard Stepančič; aus dem Slowenischen mit fünf Gedichten in der Sprache des Originals. Nachdichtungen von Heinz Czechowski, Kurt Drawert, Uwe Kolbe, Astrid Philippsen und Richard Pietrass; Übersetzung von Astrid Philippsen; Kommentare von Gerhard Schaumann und Peter Krečič
- Integrale, München: R. Trofenik 1976
- Gedichte und Integrale/Pesmi in integrali. Übers. von Jozej Strutz, Verlag Carinthia, Klagenfurt/Celovec 1996
- Mein schwarzes Tintenfass. Notturno/Moj črni tintnik. Nokturno. Handbuch für Kosovel-Leser/Kosovelov brevir. Hrsg. v. Jozej Strutz, Edition Rapial edicija, Klagenfurt/Celovec 2003/04
- Rote Rakete. Der slowenische Avantgarde-Lyriker Srečko Kosovel. Edition Rapial edicija, Klagenfurt/Celovec 2014
- Die Ästhetik der konstruktiven Dissonanz. Voranc und der Kosovél-Kreis. Anthologie slowenischer Literatur 1911–50. Übersetzt und kommentiert von Jozej Strutz, Klagenfurt/Celovec 2016. "100 Gedichte - sto pesmi", download.

## Vertonung
- Giampaolo Coral: Kosovel Lieder: per soprano e pianoforte, Adliswil: Pizzicato Verlag Helvetia, 2006.
- Alois Bröder: Sredi Polnoči/Mitten um Mitternacht (2000/01) für großes Orchester, Sopran, Mezzosopran und Männerchor